# Mansur Szadukajew
Mansur Anzorowicz Szadukajew (ros. Мансур Анзoрович Шадукаев; ur. 9 marca 1996) – kazachski zapaśnik walczący w stylu klasycznym. 
Zajął jedenaste miejsce na mistrzostwach świata w 2019 roku. 
Brązowy medalista mistrzostw Azji w 2020 roku.
Jego brat Tamierłan, również jest zapaśnikiem.